# Háromujjú csüllő

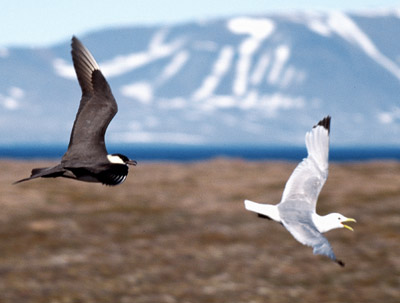
Ékfarkú halfarkas üldözi a csüllőt

A háromujjú csüllő vagy csüllő (Rissa tridactyla) a madarak (Aves) osztályába a lilealakúak rendjébe, ezen belül a sirályfélék (Laridae) családjába tartozó faj.
Nevét onnan kapta, hogy a negyedik lábujja szinte teljesen visszafejlődött.

## Előfordulása
Az Atlanti-óceán északi részének tengerparti részén költ, nagy területeken kóborol, így sok ország tartja a fajlistáján. Viszonylag nagy létszámú faj, költési időn kívül a nyílt vizek lakója.

## Alfajai
- Rissa tridactyla pollicaris
- Rissa tridactyla tridactyla

## Megjelenése
Testhossza 38–40 centiméter, szárnyfesztávolsága 95–120 centiméter, testtömege pedig 310–500 gramm. A hím kicsit nagyobb, mint a tojó. Sárga csőrét és szürke szárnyait kivéve fehérek a tollai.
|  |  |

## Életmódja
A vízbe csapódva szerzi halakból, planktonokból és hulladékokból álló táplálékát. A vízre leszállva alszik, akár nagy hullámokon is.

## Szaporodása
Meredek lejtős sziklákon telepesen költ. Mély csésze alakú fészkét iszapból, moszatból és hínárokból építi. Fészekalja 1-3 tojásból áll, melyek a mérete 57 milliméter. 24-25 napig kotlik, mire kikelnek a fiókák.
|  |  |  |

## Kárpát-medencei előfordulása
Magyarországon tavasztól őszig ritka vendég, fiatalabb egyedek érkeznek ide.